# Batalla de Skaithmuir
La Batalla de Skaithmuir fue una escaramuza de la Primera Guerra de Independencia Escocesa. Tuvo lugar cerca de Coldstream, en la Frontera Escocia-Inglaterra, en febrero de 1316. La escaramuza fue luchada entre el Capitán escocés James Douglas, y un grupo de incursión inglés desde Berwick-upon-Tweed. Los ingleses tenían dificultades para llevar suministros a Berwick después de que los escoceses hubieran recuperado el territorio vecino y la guarnición se enfrentaba a la inanición. Bajo Edmond Caillou, un caballero Gascón, unos 80 hombres partieron de Berwick para asaltar Teviotdale en busca de ganado. Douglas, aun siendo informado de que los superaba en número, se dispuso a cortarles el paso. Douglas ganó, y Caillou fue asesinado. Douglas lo llamó más tarde el combate más difícil de su larga carrera. Los escoceses bajo Douglas y Thomas Randolph tomaron Berwick en abril de 1318.

## Links externos
- Battle of Skaithmuir, 1316, The Douglas Archives